# Obereopsis nepalensis
Obereopsis nepalensis är en skalbaggsart som beskrevs av Stefan von Breuning 1975. Obereopsis nepalensis ingår i släktet Obereopsis och familjen långhorningar.
Artens utbredningsområde är Nepal. Inga underarter finns listade i Catalogue of Life.